# 安德魯·梅森
安德魯·梅森（英語：Andrew D. Mason，1981年—），生於美國賓夕法尼亞州黎巴嫩山（Mt. Lebanon），Groupon網站的創辦人與前執行長。

## 生平
安德魯·梅森生於賓州黎巴嫩山（Mt. Lebanon），匹茲堡的郊區，一個猶太人家庭。2003年，畢業於西北大學，主修音樂。畢業後至芝加哥市工作，從事網頁設計，也曾至芝加哥大學進修碩士，但很快就自行退學了。
2006年，他進入埃里克·萊夫科夫斯基（Eric Lefkofsky）創辦的InnerWorkings公司工作。萊夫科夫斯基投資一百萬美金，作為種子基金，與梅森於2008年11月一同創辦了ThePoint.com，隨後成為Groupon。
2013年2月，因業績不佳，遭到Groupon開除，卸下執行長職務，董事長埃里克·萊夫科夫斯基暫時接管公司營運。